# Hylandia docktillii
Hylandia es un género monotípico perteneciente a la familia de las euforbiáceas. Su única especie: Hylandia docktillii es originaria de Australia.

## Descripción
Es un árbol con la corteza de color marrón oscuro con ramas flexibles pero resistentes y difíciles de romper. Las hojas de 8-20 x 3.5-9.5 cm con nervadura central y principales venas laterales levantadas sobre la superficie superior de la hoja. Uno o dos glándulas pueden estar presentes en la superficie superior en la unión de la hoja de cuchilla y pecíolo. Las ramas recién cortadas puede producir un pegajoso exudado. Las mayores ramas generalmente de color rojo. Frutas peludas, deprimidas, lateralmente comprimidas. Semillas + / - globulares , unos 12-15 mm diámetro. Testa dura de 1-1.5 mm de espesor.

## Distribución y hábitat
Se encuentra entre los 400-1100 metros donde crece en el bosque húmedo bien desarrollada en una variedad de sitios.

## Taxonomía
Hylandia docktillii fue descrita por Herbert Kenneth Airy Shaw y publicado en Kew Bulletin 29: 329. 1974.